# Helina albuquerquei
Helina albuquerquei är en tvåvingeart som beskrevs av Adrian C. Pont 1972. Helina albuquerquei ingår i släktet Helina och familjen husflugor. Inga underarter finns listade i Catalogue of Life.